# Szedijewe
Szedijewe (ukr. Шедієве) – wieś na Ukrainie, w obwodzie połtawskim, w rejonie połtawskim, w hromadzie Szedijewe. W 2001 liczyła 486 mieszkańców, spośród których 467 wskazało jako ojczysty język ukraiński, 17 rosyjski, 1 węgierski, a 1 białoruski.